# آگاتیان
آگاتیان (انگلیسی: Agathiyan) کارگردان فیلم، فیلم‌نامه‌نویس، نمایش‌نامه‌نویس و تهیه‌کننده اهل هند است.
وی برنده جایزه ملی فیلم بهترین کارگردانی شده‌است.